# Белое шёлковое платье
«Белое шёлковое платье» (вьет. Áo lụa Hà Đông, англ. The White Silk Dress, оригинальное вьетнамское название «Платье из шёлка „хадонг“») — фильм режиссёра-вьеткьеу Лыу Хюиня (Lưu Huỳnh).
Хадонгский шёлк, вынесенный в заглавие кинофильма, славится высоким качеством по всему Вьетнаму.

## Сюжет
Фильм начинается в 1954 году в самом конце Первой Индокитайской войны, на севере Вьетнама в деревне Хадонг, ныне вошедшей в состав Ханоя. Собственность богатых хозяев — сирота горбун Гу (Gù) — влюбляется в служанку Зан (Dần) и начинает ухаживать за ней. В один из дней он дарит ей белое платье аозай из хадонгского шёлка, рассказав, что во младенчестве его оставили под баньяновым деревом, завёрнутым в это платье. Единственный раз в жизни надев белый аозай, Зан тайно проводит ночь с Гу. Гу просит её выйти за него замуж, но Зан даёт ему орех бетелевой пальмы и ставит условие: она выйдет за Гу тогда, когда этот орех станет пальмой и принесёт плоды. Вскоре разъярённые сторонники вьетминя убивают губернатора, у которого работал Гу, и Гу подговаривает Зан бежать с ним на юг. Когда пара идёт по центральному Вьетнаму близ города Хойана, у беременной Зан начинаются схватки. Гу и Зан останавливаются в заброшенном доме в деревне.
Проходит десять лет. Гу и Зан всё так же продают в городе моллюсков и лес-плавник, живя очень бедно. У них одна за одной рождаются четыре дочери: Хой Ан (Hội An, «Хойан»), Нго (Ngô, «кукуруза»), Лут (Lụt, «потоп») и последняя, которой Гу уже даже не хочет придумывать имя. Во Вьетнаме в то время идёт Вторая Индокитайская война.
Тем временем старшие дочери ходят в среднюю школу Южного Вьетнама, где требуется носить форму — белое платье аозай, на которое у родителей нет денег. Хой Ан и Нго перестают ходить в школу. Зан, обеспокоенная этим, ищет любую работу, лишь бы купить дочерям аозай. Ей предлагают работать кормилицей и Зан соглашается, даже когда оказывается, что кормить грудью придётся дряхлого старика Тхона. Тем не менее, денег не хватает даже на самую дешёвую ткань. Зан приносит портнихе свой свадебный аозай и просит раскроить его, чтобы она сшила платье для дочери. На обратном пути Зан хватают южновьетнамские полицейские, приняв за сторонницу вьетконговцев, пытают, но, ничего не добившись, отправляют домой.
Хой Ан и Нго теперь ходят в школу по очереди, переодеваясь между уроками. На одном из уроков Хой Ан пишет понравившееся учительнице сочинение о белом аозае, в котором они с сестрой ходят в школу. Учительница вызывает Хой Ан прочесть его перед классом. В середине повествования школу начинают бомбить, Хой Ан погибает. Нго продолжает ходить в школу в белом аозае. В дождливый день Гу и Зан выходят в море, чтобы собрать плавник, и Зан тонет в попытке собрать побольше брёвен, чтобы купить дочери новый аозай. Через несколько дней после её смерти с бетелевой пальмы падает созревший орех.
Вскоре наступление северовьетнамских войск подходит к Хойану. Гу с дочерьми собирается в дорогу на юг. Колонна беженцев, в которой они идут, попадает под бомбардировку. В отчаянии девочки используют остатки своего белого платья в качестве белого флага.

## В ролях
- Чыонг Нгок Ань[вьет.] (Trương Ngọc Ánh) — Зан. (Лыу Хюинь работал с этой актрисой ещё до «Платья»: в 1999 году он снял её в главной роли в фильме Passage of Life (Đường trần))[3].
- Куок Кхань (Quốc Khánh) — Гу;
- Нгуен Тху Чанг (Nguyễn Thu Trang) — Хой Ан;
- Чан Тхьен Ту (Trần Thiên Tú) — Нго;
- До Тху Ханг (Đỗ Thu Hằng) — Лут;
- Вьет Ань[вьет.] (Việt Anh) — господин Там;
- Ту Чинь (Tú Trinh) — госпожа Там;
- Тат Бинь (Tất Bình) — губернатор Фан;
- Ньы Куинь (Như Quỳnh) — госпожа Фан;
- Тхань Ви (Thanh Vy) — госпожа Хьен;
- Ким Тхы (Kim Thư) — служанка;
- Хонг Ван[вьет.] (Hồng Vân) — повитуха;
- Бинь Минь[вьет.] (Bình Minh) — солдат;
- Мак Кан[вьет.] (Mạc Can) — старый киномеханик;
- Нгок Данг (Ngọc Đặng) — пожилой господин Тхон (Thoòng).

## Награды и номинации
- Приз зрительских симпатий Пусанского кинофестиваля 2006 года[4];
- «Золотой воздушный змей» 2006 года как лучший фильм[5];
- награда Kodak VISION на Международном кинофестивале в Фукуоке 2007 года[6];
- пять наград «Золотой петух» 2007 года[7]:
  - лучший иностранный фильм[5],
  - лучшая режиссура,
  - лучший звук,
  - лучшая операторская работа,
  - лучший актёр (Куок Кхань).
- Фильм был выбран для показа на первом фестивале вьетнамского кинематографа в Сеуле в 2014 году[8].
- «Платье из шёлка „Хадонг“» предлагалось к номинации на Оскар, однако не было номинировано Американской киноакадемией[9].

## Критика
Американский режиссёр вьетнамского происхождения Лыу Хюинь известен во вьетнамской диаспоре своей симпатией к социалистическому Вьетнаму. Поэтому фильм, снятый им вместе с братом-продюсером во Вьетнаме, вызвал неоднозначную оценку в диаспоре. Он подвергался критике, несмотря на успех на многих кинофестивалях по всему миру. Отмечались также и некоторые неточности, допущенные в фильме. Так, к примеру, белое платье аозай является школьной формой только во вьетнамских городах, в фильме же девочки ходят в аозай в деревенскую школу.